# Casper Peter Rothe
Casper Peter Rothe (6. maj 1724 i Randers – 27. december 1784) var dansk godsejer og historisk forfatter, far til Harald Rothe.

## Biografi og karriere
Rothe var søn af den tyskfødte regimentskvartermester, kancelliråd Carl Adolph Rothe (død 1766) og dennes 1. hustru, Cornelia født Molderup fra Vestervig Kloster. Han blev student fra Slagelse Latinskole 1742 og juridisk kandidat 1745, hvorefter han levede en årrække i København, optaget af sine litterære beskæftigelser, indtil han 1758 fik embede som byfoged i Skive og herredsfoged i Salling Herred. 1761 blev han tillige landsdommer i Nørrejylland. 1773 opgav han sine underdommerembeder. 1760 fik han titel af generalauditør og 1776 af etatsråd. Han døde 1784 på herregården Lillerup, Østbirk Sogn, som han tillige med Møldrup-Kroggård 1777 havde købt af grev J.D. Trampe.
Gift 28. februar 1771 med Edel Cathrine Severine Soelberg (28. februar 1754 – 14. maj 1837), datter af brygger i København Søren Soelberg og Else Marie født Stampe (Søster til gehejmeråd Henrik Stampe). Rothes enke solgte 1787 de ovennævnte gårde til den bekendte herregårdsslagter Ulrik Christian von Schmidten.

## Forfatterskab
Rothe var en mand med udpræget historisk interesse, og især var det personalhistorien, som i ham fandt en ivrig og flittig, om ikke altid heldig, dyrker. Allerede 1745, samme år, han tog sin embedseksamen, udgav han Peder Græve af Griffenfelds Liv og Levnet, der af forfatteren betegnes som 1. stykke af Forsøg til navnkundige danske Mænds Livs og Levnets Beskrivelse.
Bekendt er Grams hårde dom over denne biografi, som han indførte i det eksemplar af bogen, som bogbinderen havde sendt ham, indbundet i et prægtigt bind. Det var frygten for, at nogen skulle mistænke ham for at have spenderet denne indbinding på et tarveligt, kompilatorisk arbejde, som henrev Gram til stærke udtryk om bogens mangler, forfatterens upålidelighed og hans urimelige domme.
Suhms dom over bogen var ikke meget bedre, men til lykke for Rothe kom disse kritikker først langt senere for dagens lys, og bogen må have gået godt af, siden han få år efter kunne fortsætte med 2. stykke af disse levnedsbeskrivelser: Forsøg til navnkundige danske Mænds Livs og Levnets Beskrivelse, Andet Stykke, Indeholdende den Danske Søe-Heldt og Vice-Admiral Peder Tordenskiolds omstændelige Livs og Heldte-Levnets Beskrivelse i 3 bind (1747-50), et arbejde, der er værdifuldt ved det deri ophobede materiale, som han for en stor del samlede i admiralitetets arkiv.
Af større interesse er den samling af udtog af ligprædikener og universitetets latinske ligprogrammer i oversættelse, som Rothe udgav i månedlige leveringer, smukt udstyrede og forsynede med portrætter, under titelen Brave danske Mænds og Qvinders berømmelige Eftermæle, 1753. Desuden indeholder skriftet en del biografier, samlet af Rothe efter andre aktstykker og optegnelser.
Tanken i sig selv var fortræffelig, men udførelsen tilfredsstiller ikke helt vor tids fordringer til kundskaber og nøjagtighed hos udgiveren af slige kildeskrifter. Enkelte andre, mindre biografier, såsom Den Kongelige Danske Riigs-Raad, Rente- og Hofmester Christoffer Walckendorff til Glorup, Stiftere af det Walckendorffiske Collegio Liv og Levnet, hvortil er føyet Stifterens Fundats for benævnte Collegio (1754), Søe-Røverens eller den berygtede Caper-Capitain John Norcross Levnet og Trekker; tildeels beskrevet af ham selv i hans Fængsel i Castellet for Kiøbenhavn, tildeels oplyst af de over ham holte Forhører, og andre originale Brevskaber. (1756), oversættelser af historiske småskrifter m. m. udgav han tid efter anden. Samtidig besørgede han nogle reskriptsamlinger, der endnu kan bruges af historikerne, og det var hans hensigt at udgive forskellige ældre danske og norske love, hvorpå han 1749 erhvervede privilegium.
Det blev dog ved udgivelsen af Christian 5.’s danske og norske lov, der udkom i adskillige udgaver og store oplag i forfatterens levetid, der imidlertid senere fik det skudsmål af det juridiske fakultet, at de var "fulde af betydelige fejl, der ikke alene gøre Lovens Mening på nogle Steder mørk og uforståelig, men endog på andre steder medføre det modsatte af det, som Lovgiveren har villet". Det bør dog bemærkes, at Rothe ikke er skyldig i alt det, der går under hans navn; på den ganske særlig slette lovudgave af 1753 anførte bogtrykkeren uden videre Rothe som udgiver, uagtet han ikke havde besørget den.
Er der således gennemgående ikke stor værdi ved hans videnskabelige arbejder, kan man dog ikke nægte, at de, for så vidt de historiske angår en tid gjorde nogen nytte ved at tilfredsstille folks sans for historisk læsning. Hvad det var for "Klafferes nidske og hvasse Tænder", han søgte værn imod ved at insinuere sig hos formående stormænd, vides ikke; men at han ikke lod det mangle på opvartning hos sådanne og formodentlig også fik den betalt, derpå tyder et og andet. Dog lykkedes det ham ikke trods al anvendt umage at blive Professor juris et historiarum i Sorø (1755), lige så lidt som universitetet ønskede at promovere ham til Dr. juris.

## Senere år
I sine senere år gjorde Rothe sig under den struenseeske trykkefrihedsperiode bemærket ved sit skrift Lovtale over Sko-Børsten holden som en Indvielses-Tale ved Skobørste Templens Oprettelse i Gammel-Grønland (1771), en hvas satire mod lakajismen, der vakte megen opsigt og affødte mange skrifter i samme retning. Resultatet blev den kabinetsordre, der forbød at befordre nogen domestik til kongeligt embede. En anden sag, der lå Rothe på hjerte, var modersmålets hævdelse og dets renselse for fremmede ord, og i sit skrift Hr. B*** Forslag om det danske Sprogs Indførsel udi Frankrige (1755) revsede og latterliggjorde han djærvt og ikke uden vid, skønt hans eget sprog ikke er særlig godt, datidens indblanding af fransk i det danske sprog. Dette skrift blev imødegået af C.M. Priebst, hvilket afnødte Rothe et modskrift, som dog ikke blev trykt. Denne Rothes kærlighed til modersmålet var det vistnok, som skaffede ham en ven i N. K. Bredal, forfatteren af det første danske syngespil,Gram og Signe, som 1756 af studenter opførtes i vennernes fælles bolig.

## Ekstern henvisninger
- Dansk biografisk Lexikon bd. XIV, 355
- Værker af C.P. Rothe på Google Books